# I Solisti dauni
I Solisti dauni è un ensemble strumentale italiano specializzato nell'esecuzione di musica classica moderna e contemporanea.

## Il gruppo
Fondato a Foggia nel 1972 da Domenico Losavio, l'ensemble nasce come associazione concertistica con produzione autogestita, allo scopo di avvicinare alla musica un pubblico eterogeneo, con particolare attenzione nei confronti delle giovani generazioni.

## I concerti
Le stagioni concertistiche de I Solisti dauni, da sempre caratterizzate da un'impostazione tematica e corredate di accurate guide all'ascolto, si distinguono attualmente in:
- Primavera musicale, incentrata sull'interpretazione del repertorio cameristico classico, romantico e del '900;
- Teatri Possibili, rassegna autunnale che, dal 1993, vede i Solisti dauni impegnati nel teatro musicale.

## Le collaborazioni
Da sempre i Solisti dauni profondono ingenti energie nella promozione della nuova musica e hanno commissionato ed eseguito in prima assoluta opere di numerosi compositori, tra cui Nino Rota, Goffredo Petrassi, Salvatore Sciarrino, Giacomo Manzoni, Sylvano Bussotti, Gilbert Amy, Bruno Zanolini, Riccardo Piacentini, Marco Di Bari, Mauro Cardi, Matteo D'Amico.
Con i Solisti dauni hanno inoltre collaborato attori di fama internazionale quali Riccardo Cucciolla, Nando Gazzolo, Gigi Proietti, Elena Bucci, Moni Ovadia.

## Premi e riconoscimenti
Nel 2005 i Solisti dauni sono stati insigniti dall'Associazione Nazionale Critici Musicali di uno speciale Premio Franco Abbiati della critica musicale italiana "per l'intensa attività concertistica affiancata dall'originale Rassegna Teatri Possibili, frutto di un intelligente lavoro di progettazione e ricerca sul repertorio antico e su quello contemporaneo, testimoniato anche dalla sistematica presenza di prime assolute appositamente scritte".

## Discografia
| Titolo         | Compositore       | Tracce                                                | Ensemble        | Direttore        | Anno | Etichetta         |
| -------------- | ----------------- | ----------------------------------------------------- | --------------- | ---------------- | ---- | ----------------- |
| Chamber music  | Nino Rota         | Nonetto; Quintetto; Canzona; Petite Offrande Musicale | I Solisti dauni | Domenico Losavio | 2000 | Dynamic           |
| Fiabe musicali | Teresa Procaccini | -                                                     | I Solisti dauni | Domenico Losavio | -    | Nuova Era 7280/81 |